# Павляк, Кшиштоф
Кшиштоф Павляк (пол. Krzysztof Pawlak; 12 февраля 1958, Тшебехув, Польша) — польский футболист, защитник. Выступал за сборную Польши. Участник чемпионата мира 1986 года. Бывший и. о. главного тренера сборной Польши.

## Карьера

### Клубная
Кшиштоф начал свою футбольную карьеру в родном городе Калиш в клубе «Цалися Калиш», где он выступал до 1979 года, после чего переехал в Познань и начал играть за местную «Варту». Не доиграв сезон заключил контракт в «Лехом», в котором за семь сезонов играет 232 матча и забивает 15 голов. С Познанским клубом стал трёхкратным обладателем Кубка Польши (1983, 1984, 1988), а также дважды стал Чемпионом Польши (1983, 1984). В 1988 году перебирается в Бельгию в клуб первого дивизиона «Локерен». Но не долго там задерживается и в середине сезона переезжает в шведский «Треллеборг», который играл во второй лиге Суперэттан. В 1992 году после выхода клуба в Аллсвенскан, снова возвращается в польскую «Варту», где и в 1994 году завершает профессиональную карьеру игрока и становиться тренером Познанского клуба.

### Сборная
Кшиштоф Павляк сыграл за Сборную Польши 31 матч и забил 1 гол. Также Кшиштоф играл на Чемпионат мира 1986 года в Мексике.
голы Павляка за Сборную Польши
| №  | Дата           | Место                                        | Соперник | Гол | Результат | Соревнование |
| -- | -------------- | -------------------------------------------- | -------- | --- | --------- | ------------ |
| 1. | 11 Января 1984 | Стадион индийской молодёжи, Калькутта, Индия | Индия    | 0-2 | 1-2       | Кубок Неру   |

## Достижения
«Лех»
- Чемпион Польши (2): 1983, 1984
- Обладатель Кубка Польши (3): 1983, 1984, 1988

 «Треллеборг»
- Бронзовый призёр Чемпионата Швеции : 1992